# Sofja Illarionowna Bardina

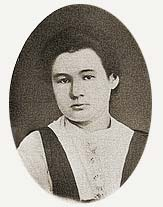
Sofja Illarionowna Bardina

Sofja Illarionowna Bardina (russisch Софья Илларионовна Бардина; * 3. Maijul. / 15. Mai 1853greg. auf dem Landgut Djatsche bei Morschansk, Gouvernement Tambow; † 26. April 1883 in Genf) war eine russische Anarchistin und Narodniza.

## Leben
Bardina, Tochter eines adligen Grundherrn, schloss ihre Ausbildung im Tambower Alexandrinski-Institut für adlige Mädchen 1871 mit Auszeichnung ab. Darauf ging sie nach Zürich und hörte Vorlesungen an der Universität Zürich in der Medizinischen Fakultät. Sie beteiligte sich an Aktivitäten revolutionärer Emigranten und arbeitete bei der Zeitung Perjod! (Vorwärts!) mit. Sie trat in den revolutionären Frauenkreis Fritschi ein (benannt nach der Pension der Frau Fritsch), zu dem auch Wera Figner und Olga und Wera Ljubatowitsch gehörten und dessen Führung sie als Älteste übernahm.
Ende 1874 kehrte Bardina zurück und arbeitete in einer Moskauer Textilfabrik. Sie betrieb dort revolutionäre Propaganda, wurde im April 1875 verhaftet und war im Prozess der Fünfzig im Februar und März 1877 im Gerichtssaal des Sonderamts des Regierenden Senats Angeklagte mit fast allen Mitgliedern des Fritschi-Kreises. In ihrer berühmten Rede erklärte sie, dass sie wie in der gesamten Kulturwelt das Recht auf friedliche Propaganda habe, dass sie kein Feind der Familie, des Eigentums und des Staates sei, sondern nur Reformen wolle und dass der Fortschritt nicht aufzuhalten sei. Sie wurde zu 10 Jahren Katorga verurteilt, was dann durch Ansiedlung in Sibirien ersetzt wurde. Im Januar 1878 wurde sie nach Ischim im Gouvernement Tobolsk verbannt.
Im Dezember 1880 flüchtete Bardina aus dem Verbannungsort und lebte in Moskau und Kasan. Sie spürte, dass ihre Kräfte schwanden, und kehrte in die Schweiz zurück. Ihr Gemütszustand stabilisierte sich nicht mehr, und am 26. April 1883 erschoss sie sich in Genf.